# Daruma

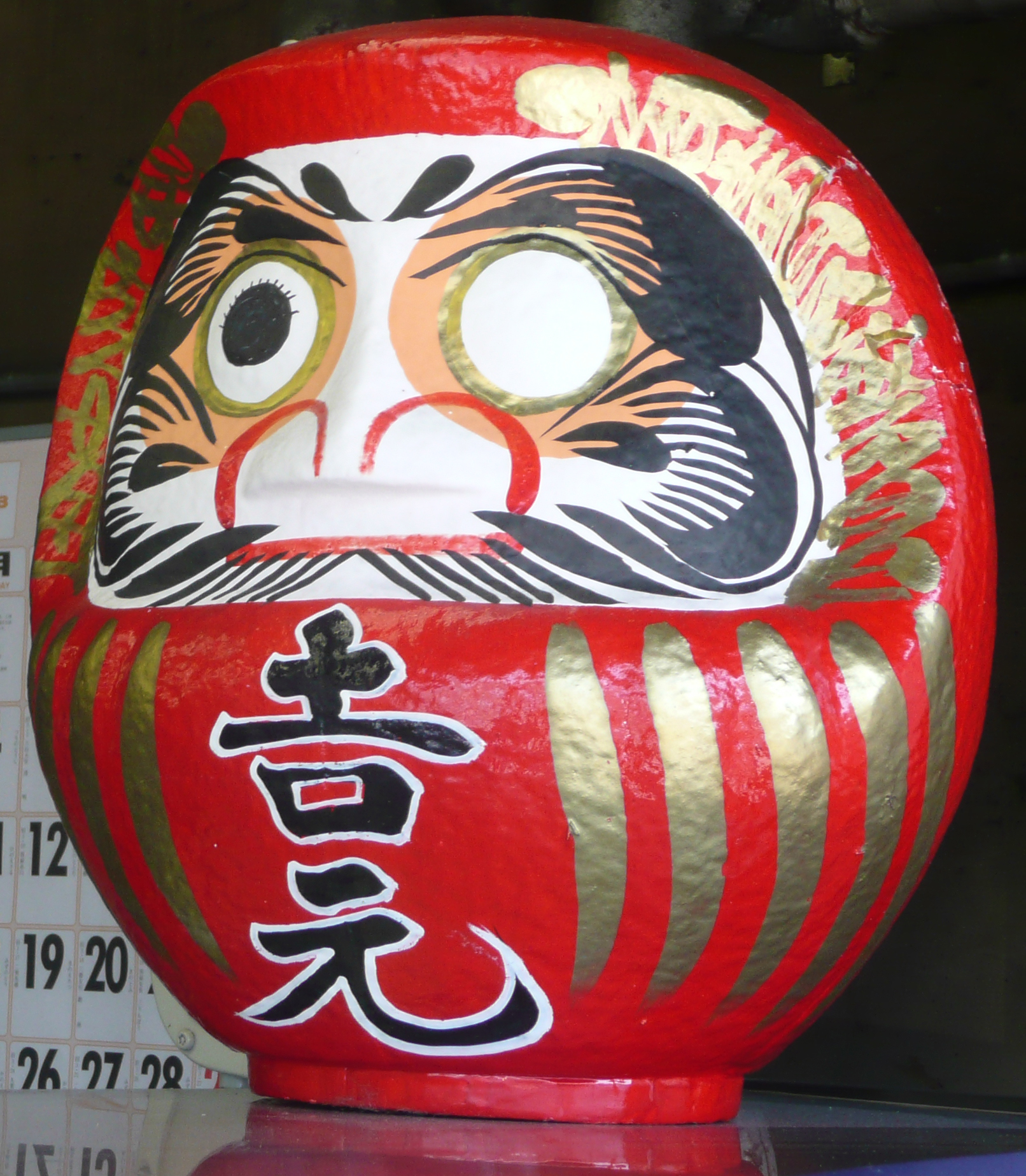
Daruma mit der Aufschrift 吉元

Der Daruma (japanisch だるま, Kanji 達磨) ist einer der beliebtesten Glücksbringer in Japan. Er besteht aus Pappmaché und wird mit einem Gewicht beschwert, damit er nicht umfallen kann. Somit macht er Mut, sich in jeder Situation wieder aufzurichten. Oft wird er in buddhistischen Tempeln verkauft. Auf den Darumafiguren stehen die japanischen Schriftzeichen für Glück oder Erfolg.

## Übersicht
Die Figur stellt den buddhistischen Mönch und Zen-Patriarchen Bodhidharma (菩提達磨 Bodai Daruma, kurz 達磨, Daruma, daher der Name der Figur, gelegentlich 達摩, Datsuma) dar. Die Darstellung der Figur ohne Arme und Beine geht darauf zurück, dass der Mönch angeblich neun Jahre im Meditationssitz vor einer Felswand saß, um Erleuchtung zu erlangen. Da man im Meditationssitz keine Arme und Beine braucht, fehlen sie auch bei dem Glücksbringer. Der Zen-Meister soll außerdem Yoga und verschiedene Kampfkünste beherrscht haben und der Begründer der Shaolin-Kampfkünste sein. Der Sage nach sei Daruma einmal während seiner Meditation eingeschlafen. Als er aufwachte, ärgerte er sich dermaßen über seine Disziplinlosigkeit, dass er sich die Augenlider abschnitt, daher die großen Augen.
Daruma gilt als Helfer bei der Erfüllung von Wünschen. Zunächst wird eines der beiden Augen des Glücksbringers ausgemalt und er an einen Ort gestellt, an dem man möglichst jeden Tag vorbeikommt. Ist der Wunsch in Erfüllung gegangen, wird das andere Auge ausgemalt. Danach kann die Figur in einem Tempel verbrannt werden.

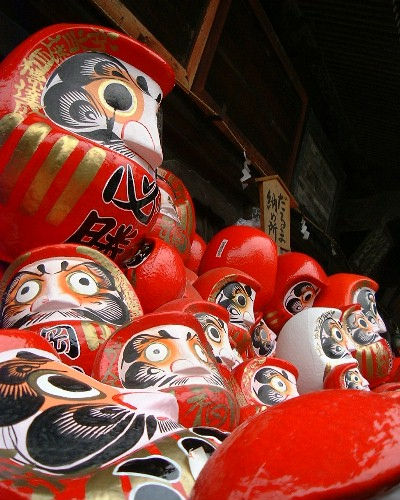
Mehrere Daruma

Im 18. Jahrhundert wird die Figur mit dem Steh-auf-Männchen vereint.
Schneemänner heißen in Japan „Schnee-Daruma“ (雪達磨, Yuki-Daruma).